# Agrotis fulvaurea
Agrotis fulvaurea är en fjärilsart som beskrevs av Köhler 1966. Agrotis fulvaurea ingår i släktet Agrotis och familjen nattflyn. Inga underarter finns listade i Catalogue of Life.